# Per Andersson i Munkhammar
Per Andersson (i riksdagen kallad Andersson i Munkhammar), född 9 februari 1787 i Tumbo socken, död där 29 juni 1864, var en svensk riksdagsman i bondeståndet.
Andersson företrädde Österrekarne och Västerrekarne härader av Södermanlands län vid riksdagen 1828–1830. Han var då ledamot i förstärkta statsutskottet och i förstärkta bankoutskottet.